# Vikingabergets fornborg

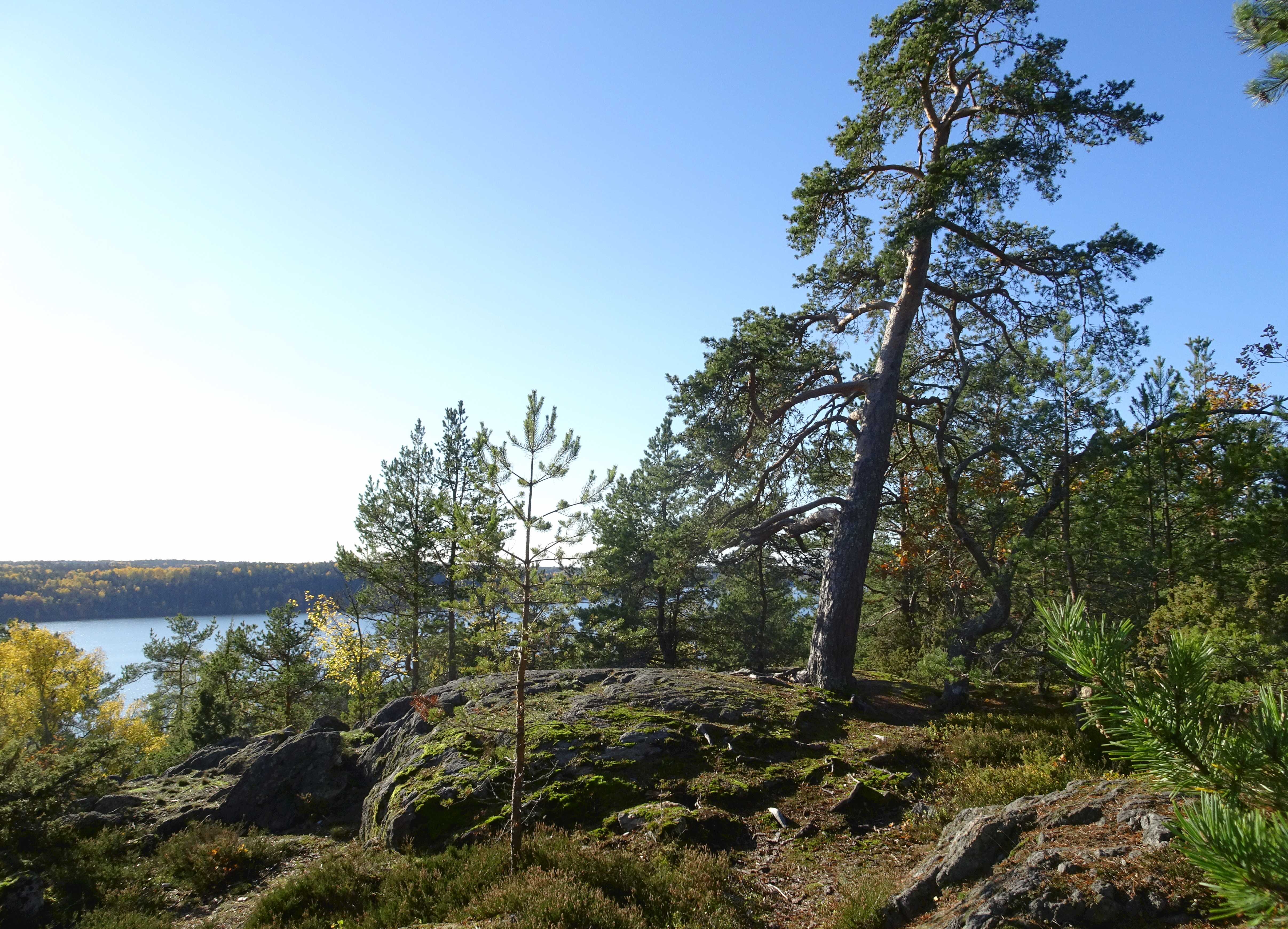
På Vikingabergets fornborg, 2017.

Vikingabergsets fornborg ligger på Jungfrusundsåsen på Ekerön i Ekerö kommun, Stockholms län. Fornborgen är ett lagskyddat fornminne med RAÄ-nummer Ekerö 138:1. Borgen ingår i Jungfrusundsåsens friluftsområde.

## Beskrivning
Fornborgen på Vikingaberget är en av omkring tio fornlämningar på Jungfrusundsåsen som främst utgörs av gravar och gravfält från bronsåldern. Läget på ett drygt 50 meter högt bergskrön på södra sidan av åsen hade strategisk betydelse. Härifrån fick man en vidsträckt vy över Mälaren med Vårbyfjärden och Rödstensfjärden nedanför. För att varna för fara brukade vikingatida spejare tända en vårdkase på berget. Härifrån har man siktkontakt med Korpberget i Vårby gård som också var en plats där vårdkasar tändes.
I söder stupar borgberget brant ner. På bergets mindre branta sluttningar mot väster, norr och öster finns murar, 1,5–4 meter breda och intill 0,6 meter höga. Muren i väster har två avsnitt, 22 meter respektive 17 meter långa med en öppning om 10 meter. Muren i öster har också två avsnitt, dessa är 10 respektive 50 meter långa och har en 15 meter bred ingång. Här passerar en av friluftsområdets vandringsleder. I sluttningen i öster finns dessutom en lägre, yttre mur som är cirka 10 meter lång och består av en enkel rad ställvis kantställda stenar och block. Nedanför den återfinns Ekerö kommuns enda naturminnesmärkta tall. Den består av två sammanväxta stammar och har en omkrets av 3,50 meter (i brösthöjd).

## Bilder

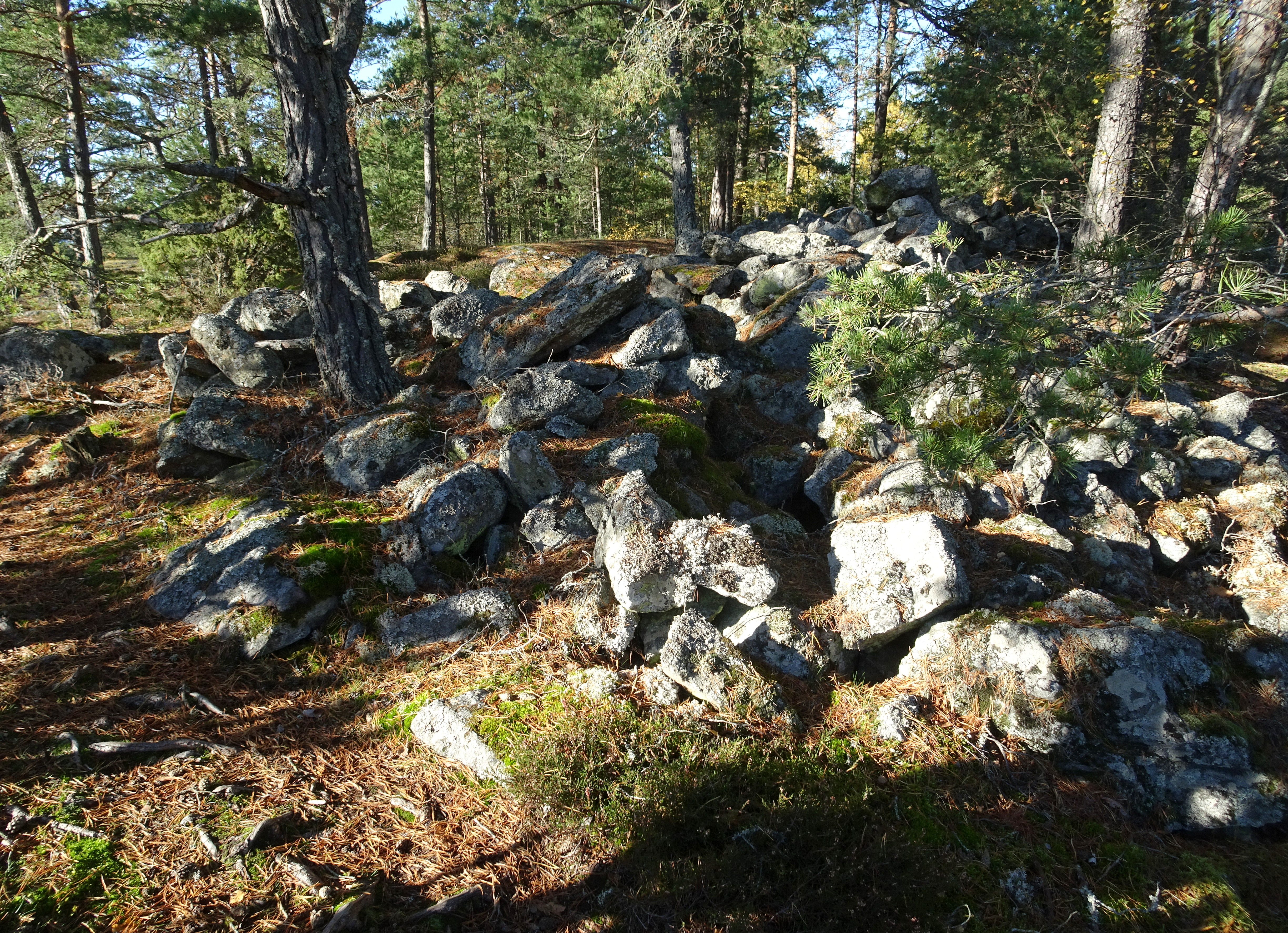
Östra muren.
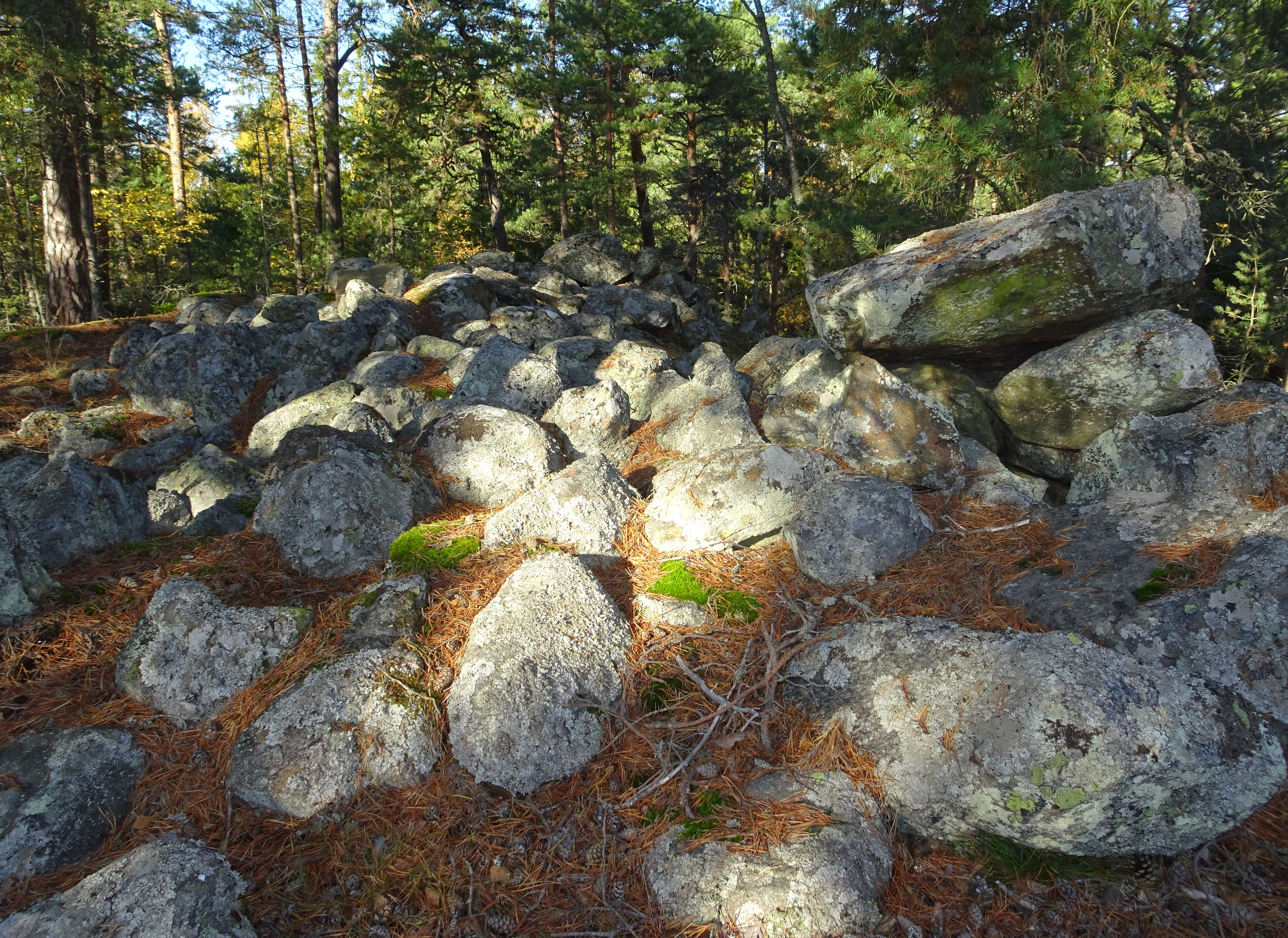
Västra muren.
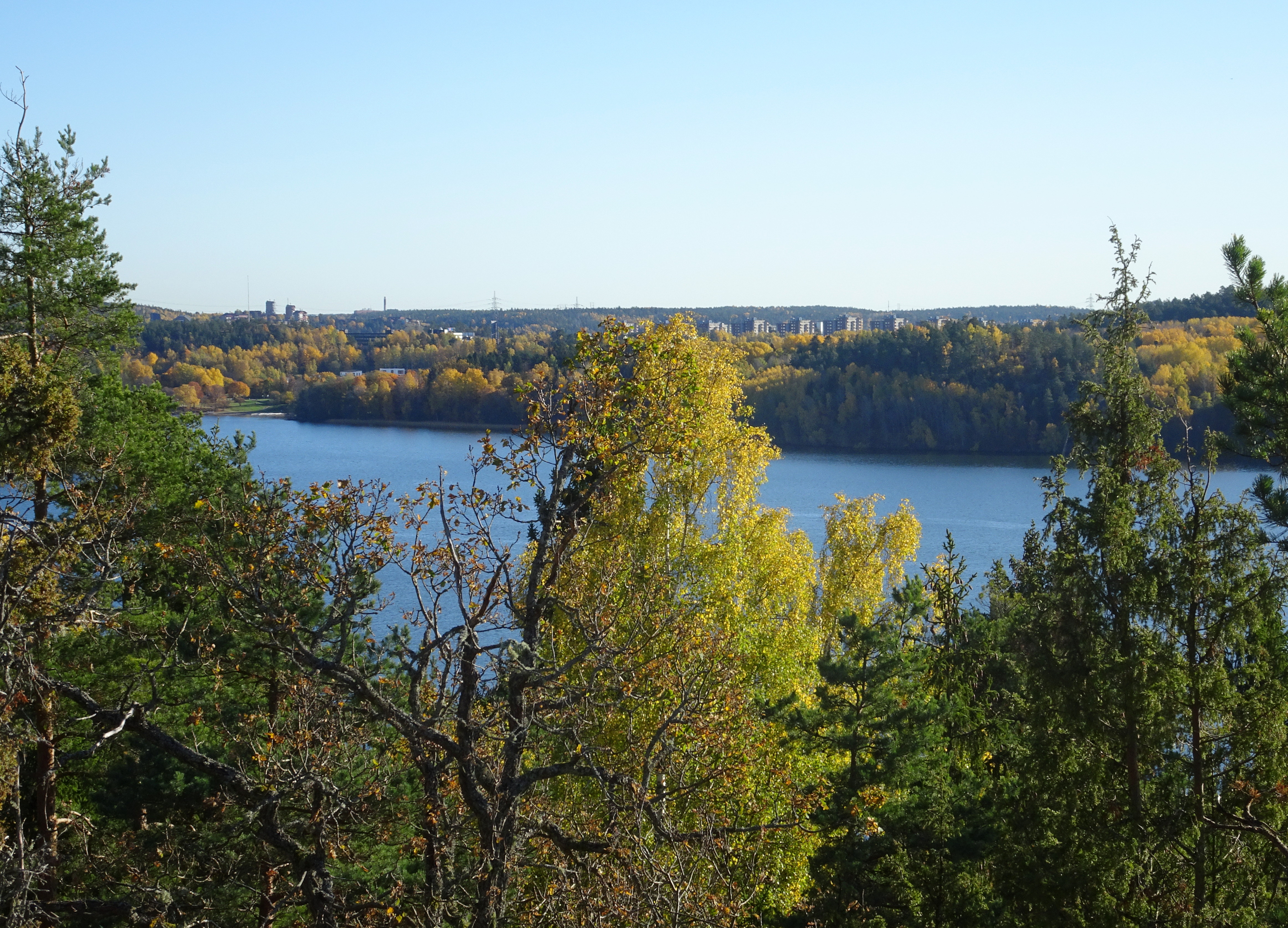
Utsikten.
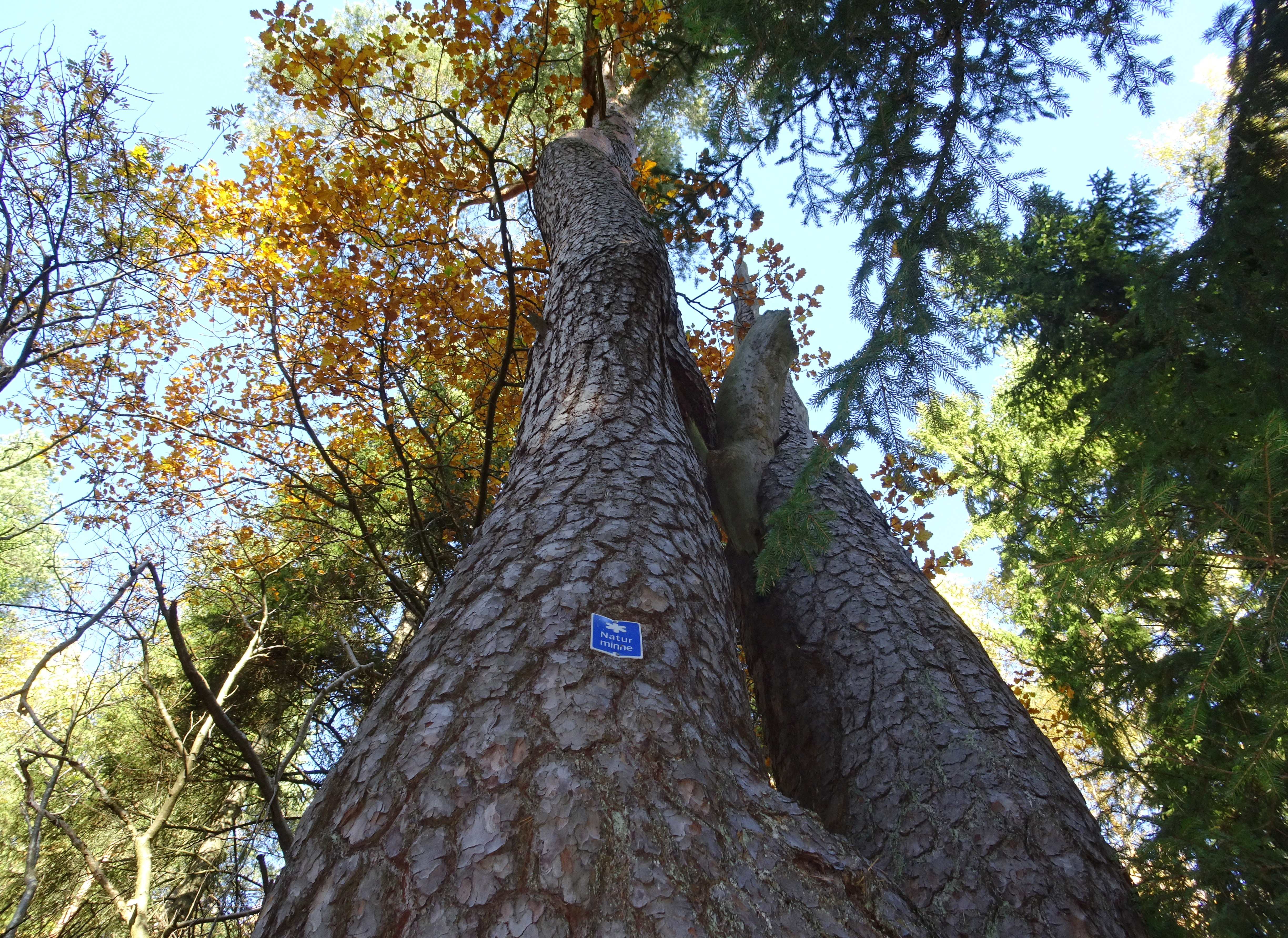
Den naturminnesmärkta tallen.